# Higoumène Daniel

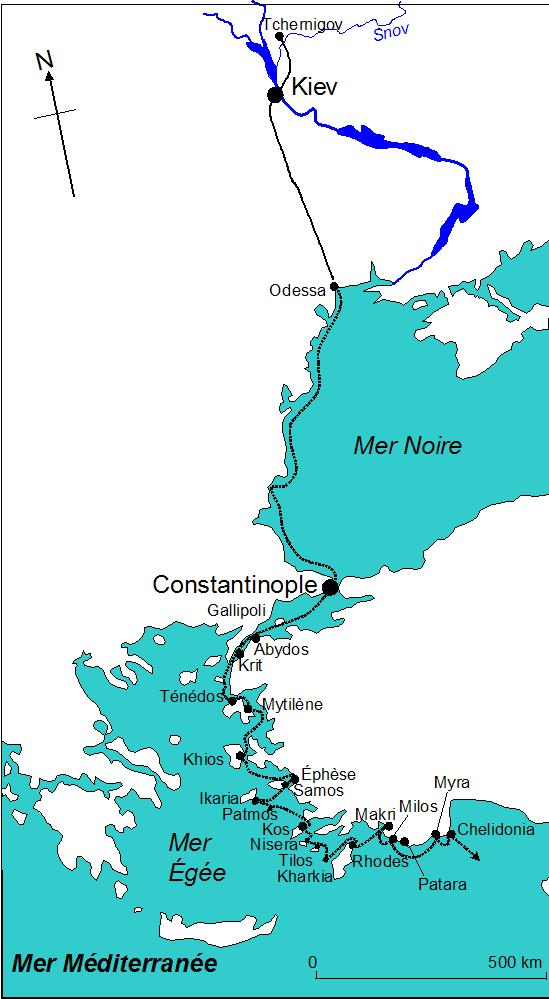
Itinéraire de l'Higoumène Daniel en direction de la Terre sainte

L'Higoumène Daniel (en russe : Даниил Паломник) était un pèlerin-écrivain et chroniqueur russe du XIIe siècle. On ne sait pas grand-chose à son sujet. 

## Brève biographie
Il était vraisemblablement l'abbé ou le prieur (d'où higoumène) d’un monastère situé peut-être en Petite Russie, dans le gouvernement de Tchernigov. En effet, les références de Daniel à la rivière Snov ont amené les chercheurs à supposer qu'il venait de la province de Tchernihiv (Tchernigov) où coule le Snov.
Il a aussi été associé à Daniel, évêque de Iouriev (ru) (1115) qui décéda le 9 septembre 1122, mais cette identification n'est qu'une hypothèse.

## Bref parcours
Lors de son pèlerinage en Terre sainte, Daniel se rendit à Constantinople et embarqua pour Jaffa en passant par Éphèse, Chypre et d'autres lieux situés sur la route maritime. L'époque de son pèlerinage est datée avec certitude, car il fait clairement référence au grand-duc Michel Sviatopolk Ysiaslavitch.
Il se trouvait à Jérusalem de 1104 à 1106, notamment sous le règne du roi de Jérusalem Baudoin Ier.
Il parcourut ensuite longuement la Palestine, visitant les sanctuaires, les Lieux Saints et les monastères, accompagné des meilleurs guides et rédigeant un compte-rendu minutieux. Il rencontra plusieurs compatriotes venus de Novgorod, de Kiev et de Kachine. Ceux-ci sont évoqués notamment par Daniel comme étant présents la veille de Pâques dans le Saint-Sépulcre.
Son retour fut mouvementé. Parti de Beyrouth ou d’Antioche, il voguait en direction de Constantinople lorsque son navire fut victime d'une attaque de pirates. Il arriva néanmoins sain et sauf.

## Brève histoire de son texte
Contemporain de Nestor, Daniel est l'un des plus anciens chroniqueurs russes ; son journal de voyage est l'un des plus importants documents russes du début du XIIe siècle. Son manuscrit raconte le pèlerinage qu'il fit en Terre sainte, dont soixante-quinze versions au moins sont connues, cinq d'entre elles étant antérieures à 1500. La première date de 1475 et se trouve à la bibliothèque d'histoire ecclésiastique de Saint-Pétersbourg. Des traductions en ont été faites dans de nombreuses langues. Trois éditions existent, dont :
- en russe : "Histoire des Russes", P. Sakharov (Saint-Pétersbourg, 1849),
- en anglais : "The Pilgrimage of the Russian Abbot Daniel in the Holy Land", 1106-1107 A.D., annotated by Sir C. W.Wilson (Londres, 1895),
- en français : "Itinéraires russes en Orient", Sophia Petrovna Bakhmetev de Khitrovo (Genève, 1889).

L'intérêt du récit repose sur la description de son voyage en Terre sainte, des lieux saints et de sa rencontre avec le roi Baudoin Ier.
Quoique le récit de Daniel qui commence à Constantinople est de grande valeur, il omet de décrire certains aspects les plus intéressants de son voyage. Il visita la Palestine du temps de Baudoin Ier, juste après la prise d’Acre par les croisés en 1104. Il prétend avoir accompagné Baudouin qui lui témoigna une sincère amitié à l’occasion d’une expédition contre Damas en 1107.
Sa description de la Terre sainte rappelle le contexte spécifique à cette période : les Sarrasins pillent tout et détruisent les édifices chrétiens ; les relations sont bonnes entre l'Église romaine et orientale de Syrie. On découvre notamment dans son récit paru sous le titre Le Pèlerinage de l’higoumène Daniel en Terre sainte, les dangers qui guettent le voyageur aux premiers temps du royaume latin de Jérusalem :
« À Lydda, sur la route de Jaffa à Jérusalem, les pèlerins redoutent les raids des Sarrasins d’Ascalon. Les brigands infestent la route de Jérusalem à Jéricho. Il y en a tant dans les montagnes au sud-est de Bethléem que Daniel et ses compagnons doivent voyager sous la protection d’un chef sarrasin. Personne ne peut aller de Jérusalem au lac de Tibériade sans escorte. Les Sarrasins impies massacrent les chrétiens qui se rendent du mont Thabor à Nazareth, et l’on ne peut visiter le Liban à cause des Infidèles. Le pèlerin qui atteint enfin le but tant espéré jouit donc pleinement de la vision qui s’offre à lui. »
Sa description de Jérusalem est remarquablement claire, minutieuse et précise :
« La ville sainte de Jérusalem se situe dans des vallées arides, au milieu de hautes montagnes rocheuses. Ce n’est qu’en s'approchant de la ville que l’on voit, d’abord, la tour de David ; puis, en avançant un peu, le mont des Oliviers, le Saint des Saints, l’église de la Résurrection, dans laquelle est le Saint- Sépulcre et, finalement, la ville entière. À une distance d’une verste environ, en face de Jérusalem, se trouve une montagne assez plate. Chaque voyageur qui l’atteint descend de cheval et, traçant le signe de la croix, adore la Sainte Résurrection à la vue de la ville. »
« Tout chrétien est rempli d’une joie immense à la vue de la ville sainte de Jérusalem, et les croyants pleurent de joie. On ne peut que verser des larmes à la vue des lieux tant espérés où le Christ endura sa Passion pour la rémission de nos péchés. Et ainsi empli d’une joie profonde, on continue à pied son voyage vers Jérusalem. »
« Près de la route, à gauche, il y a l’église du premier martyr, saint Étienne : c’est à cet endroit qu’il fut lapidé par les juifs ; on y montre également sa tombe. À cet endroit précis se trouve une montagne qui s’entrouvrit au moment de la Crucifixion. L’endroit s’appelle “la Géhenne”, à un jet de pierre du mur de la ville. Ensuite, les pèlerins, tout joyeux, entrent dans la ville de Jérusalem en passant par la porte qui se trouve près de la maison de David : cette porte fait face à Bethléem et se nomme la porte de Benjamin. À l’entrée de la ville, il y a une route qui la traverse, qui conduit vers la droite au Saint des Saints, et vers la gauche à l’église de la Sainte Résurrection qui contient le Saint-Sépulcre. »
Son voyage décrit aussi trois excursions dans des régions du Proche-Orient :
- la première dans la région de la Mer Morte, où il compare le Jourdain à une rivière russe, le Snov,
- la seconde à Bethléem et à Hébron,
- la troisième à Damas.

Malgré un certain nombre d’erreurs dans la topographie et l’histoire, le récit de l'observateur est marqué par une bonne foi évidente et constitue probablement l'un des documents les plus importants de la littérature russe médiévale concernant la Palestine : C’est un document de référence pour l’histoire de la langue russe, mais aussi pour l’étude des rites et de la liturgie orientale (cérémonie de Pâques, cérémonie du feu sacré …).